# Эти невероятные музыканты, или Новые сновидения Шурика
«Эти невероятные музыканты, или Новые сновидения Шурика» — фильм-концерт, поставленный Юрием Сааковым на Центральном телевидении Гостелерадио СССР в 1977 году и основанный на популярных комедиях Леонида Гайдая с музыкой Александра Зацепина:
- «Операция „Ы“ и другие приключения Шурика» (1965);
- «Кавказская пленница, или Новые приключения Шурика» (1966);
- «Бриллиантовая рука» (1968);
- «12 стульев» (1971);
- «Иван Васильевич меняет профессию» (1973);
- «Не может быть!» (1975).

Премьера на телевидении состоялась 1 апреля 1977 года в 21:30 по Первой программе Центрального телевидения.

## Описание
В театрализованном телеконцерте используется пародийная актёрская импровизация под фонограмму композиций на музыку Александра Зацепина к фильмам Леонида Гайдая. Музыкальный ряд в сочетании с актёрской пантомимой, по мнению Е. Авербаха, «создаёт атмосферу капустника, розыгрыша», «вызывает комические эффекты». Художественной условностью телеконцерта является несинхронность звукового и видео рядов.
В начале написано: «Авторы и участники передачи приносят извинения за полное несовпадение звука и изображения в игре на всех музыкальных инструментах». Эта заставка иллюстрирует основной выразительный приём, на котором построена вся программа.

## В ролях
- Александр Демьяненко — Шурик

### Участники вокально-инструментального ансамбля
- Наталья Варлей (Нина, Кавказская пленница; Лиза, 12 стульев.)
- Георгий Вицин (Трус, Операция "Ы", Кавказская пленница; монтёр Мечников 12 стульев; отец невесты, Не может быть)
- Арчил Гомиашвили (Остап Бендер, 12 стульев)
- Олег Даль (Анатолий, Не может быть)
- Валерий Золотухин (Остап Бендер (вокал), 12 стульев; Жорж Милославский (вокал), Иван Васильевич меняет профессию)
- Савелий Крамаров (шахматист, 12 стульев; дьяк Феофан, Иван Васильевич меняет профессию; Серёга, Не может быть)
- Наталья Крачковская (мадам Грицацуева, 12 стульев; Ульяна Андреевна, Иван Васильевич меняет профессию; Не может быть)
- Леонид Куравлёв (Жорж Милославский, Иван Васильевич меняет профессию; Володька, Не может быть.)
- Евгений Моргунов (Бывалый, Операция "Ы"; Кавказская пленница)
- Вячеслав Невинный (брат Анны, Не может быть.)
- Светлана Светличная (Анна Сергеевна, Бриллиантовая рука)
- Наталья Селезнёва (Лида, Операция "Ы"; Зина, Иван Васильевич меняет профессию; Татьяна, Не может быть)
- Алексей Смирнов (Федя, Операция "Ы")

## Съёмочная группа
- Музыка: Александр Зацепин
- Сценарий и постановка: Юрий Сааков
- Ведущий оператор: Сергей Журавлёв
- Операторы: Г. Зубанов, Е. Уманов, А. Алексеев
- Художник-постановщик: Игорь Макаров
- Художник по костюмам: Л. Детер
- Звукорежиссёр: Ю. Агафонников
- Ассистенты режиссёра: Т. Михайлова, В. Шуленин
- Грим: Т. Беркович, Н. Архипова
- Инженеры видеомонтажа: В. Егоров, Б. Корогодин, С. Колбасин, В. Рязанцев
- Редактор: Н. Грешищева
- Администратор: О. Ермилова

## Композиции, прозвучавшие в фильме
- Весь ансамбль — «Танцплощадка» из к/ф «Кавказская пленница, или Новые приключения Шурика» (инструментальная композиция)
- Наталья Варлей (вокал — Аида Ведищева) — «Песенка о медведях» из к/ф «Кавказская пленница, или Новые приключения Шурика»
- Алексей Смирнов — «Погоня» из к/ф «Операция „Ы“ и другие приключения Шурика» (инструментальная композиция)
- Леонид Куравлёв (вокал — Валерий Золотухин) — «Разговор со счастьем» из к/ф «Иван Васильевич меняет профессию»
- Евгений Моргунов — музыкальная картинка «Базар» из к/ф «Операция „Ы“ и другие приключения Шурика» (инструментальная композиция)
- Весь ансамбль (вокал — Валерий Золотухин) — «Полосатая жизнь» из к/ф «12 стульев» (песня, не вошедшая в фильм)
- Олег Даль — «Погоня» из к/ф «Иван Васильевич меняет профессию» (инструментальная композиция)
- Наталья Селезнёва (вокал — Нина Бродская) — «Звенит январская вьюга» из к/ф «Иван Васильевич меняет профессию»
- Весь ансамбль — «Погоня» из к/ф «Операция „Ы“ и другие приключения Шурика» (инструментальная композиция)
- Наталья Крачковская, Наталья Варлей, Наталья Селезнёва, Светлана Светличная (вокал — ВК «Аккорд»[2]) — «Колыбельная» из к/ф «Операция „Ы“ и другие приключения Шурика»
- Арчил Гомиашвили — «Перекраска» из к/ф «12 стульев» (инструментальная композиция)
- Наталья Селезнёва, Наталья Варлей, Светлана Светличная, Наталья Крачковская — «Хо-хо» из к/ф «12 стульев» (инструментальная композиция)
- Евгений Моргунов, Наталья Селезнёва, Наталья Варлей, Светлана Светличная — «Крушение надежд» из к/ф «12 стульев» (инструментальная композиция)
- Георгий Вицин — музыкальная картинка из к/ф «Не может быть!» (инструментальная композиция)
- Валерий Золотухин — «Танго Остапа Бендера» из к/ф «12 стульев»
- Наталья Крачковская и Олег Даль — «Погоня» из к/ф «12 стульев» (инструментальная композиция)
- Светлана Светличная (вокал — Аида Ведищева) — «Помоги мне» из к/ф «Бриллиантовая рука»
- Весь ансамбль — «Марш» из к/ф «Кавказская пленница, или Новые приключения Шурика» (инструментальная композиция)
- Весь ансамбль — «Кап-кап-кап» (Маруся) (вокал — Борис Кузнецов, Лев Полосин и хор МВО) из к/ф «Иван Васильевич меняет профессию»
- Наталья Варлей, Георгий Вицин, Евгений Моргунов — «Погоня» из к/ф «Кавказская пленница, или Новые приключения Шурика» (инструментальная композиция)
- Олег Даль — «Купидон» из к/ф «Не может быть!»
- Савелий Крамаров — «Погоня в Васюках» из к/ф «12 стульев» (инструментальная композиция)
- Из неосуществлённого (фрагменты, наброски, планы):
  - Юрий Никулин — «Если б я был султан» из к/ф «Кавказская пленница, или Новые приключения Шурика»
  - Весь ансамбль — «Остров Невезения» из к/ф «Бриллиантовая рука»
  - Весь ансамбль — «Песня про зайцев» из к/ф «Бриллиантовая рука»
  - Олег Даль и весь ансамбль — «Чёрные подковы» из к/ф «Не может быть!»
- Весь ансамбль — «Марш» из к/ф «Операция „Ы“ и другие приключения Шурика» (инструментальная композиция)
- Весь ансамбль — «Заключение» (песни на темы):
  - Леонид Куравлёв (вокал) — «Разговор со счастьем» из к/ф «Иван Васильевич меняет профессию»
  - Евгений Моргунов, Наталья Крачковская, Георгий Вицин (вокал) — «Если б я был султан»; из к/ф «Кавказская пленница, или Новые приключения Шурика»
  - Наталья Селезнёва, Алексей Смирнов (вокал) — «Песня про зайцев»; из к/ф «Бриллиантовая рука»
  - Валерий Золотухин (вокал) — «Полосатая жизнь» из к/ф «12 стульев»
  - Вячеслав Невинный, Арчил Гомиашвили, Леонид Куравлёв, Савелий Крамаров (вокал) — «Губит людей не пиво» из к/ф «Не может быть!»
  - Наталья Варлей, Савелий Крамаров, Евгений Моргунов, Георгий Вицин, Наталья Селезнёва, Светлана Светличная, Вячеслав Невинный, Леонид Куравлёв, Валерий Золотухин, Наталья Крачковская (вокал) — «Песенка о медведях» из к/ф «Кавказская пленница, или Новые приключения Шурика» .